# Haeju

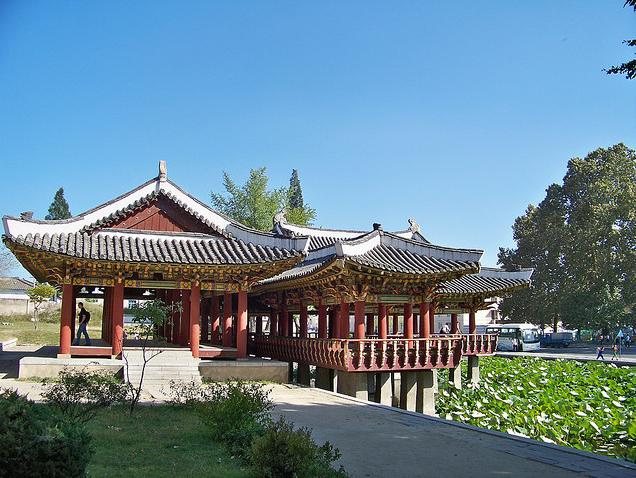
Tháp gian hàng Bu Yeong Dang hay Phù dung đường (부용당, 芙蓉堂) được phục dựng năm 2003.

Haeju (phát âm tiếng Hàn Quốc: [hɛ.dzu]) (Hán-Việt: Hải Châu) là một thành phố tại Cộng hòa Dân chủ Nhân dân Triều Tiên, là tỉnh lỵ của tỉnh Hwanghae-namdo. Năm 2008, dân số thành phố Haeju ước tính là 273,300 người. Đầu thế kỷ 20, thành phố này đã trở thành một cảng chiến lược của thương mại Trung-Triều. Haeju có các công ty về hóa chất và một nhà máy xi măng.
2 nhà ái quốc Triều Tiên là Kim Koo và An Jung-geun sanh ra tại Haeju.

## Lịch sử
Khu vực xung quanh Haeju được biết là nơi sanh sống từ thời kỳ đồ đá mới, như vỏ sò, đồ gốm và các công cụ bằng đá đã được tìm thấy tại Ryongdangp'o. Trong thời kỳ đầu của thời kỳ Tam Quốc, nó được cai trị trong một thời gian ngắn bởi một thủ lĩnh nhỏ, khi nó được gọi là "Naemihol" (內米忽郡). Tuy nhiên, vào năm 757, nó đã bị chinh phục bởi vương quốc Goguryeo, vương quốc sau đó bị Silla tiêu diệt. Chính dưới thời vua T'aejo của triều đại Goryeo, nó được đặt tên như hiện tại.
Học viện Sohyon(소현서원)là một học viện Khổng giáo được thành lập gần Haeju bởi học giả nổi tiếng Yi I (1536–84) Sau khi nghỉ hưu. Nó nằm ở Thung lũng Unbyong, một phần của Soktamgugok (Chín thung lũng của hồ và đá).
Theo chính phủ Cộng hòa Dân chủ Nhân dân Triều Tiên, cuộc tấn công của Triều Tiên vào Hàn Quốc vào ngày 25 tháng 6 năm 1950 là một phản ứng trước một vụ đánh bom kéo dài hai ngày của Hàn Quốc và các cuộc tấn công bất ngờ của họ vào Haeju và những nơi khác. Sáng sớm ngày 26 tháng 7, trước cuộc phản công rạng sáng của CHDCND Triều Tiên, Văn phòng Thông tin Công cộng Hàn Quốc tuyên bố rằng lực lượng miền Nam đã chiếm giữ Haeju. Chính phủ Hàn Quốc sau đó phủ nhận việc chiếm giữ thành phố và đổ lỗi cho báo cáo về một sĩ quan cường điệu. Nam Tư và Liên Xô đề xuất rằng Triều Tiên sẽ được mời đến Hội đồng Bảo an Liên Hợp Quốc để trình bày khía cạnh của câu chuyện. Cả hai đề xuất đều bị bỏ phiếu hủy.
Năm 1973 là một thương cảng quốc tế.

## Địa lý
Thành phố Haeju nằm ở rìa phía tây của Bán đảo Triều Tiên, 60 km về phía bắc của Đường phân giới quân sự và 100 km về phía nam Bình Nhưỡng. Thành phố không có nhiều núi mà chủ yếu là đồng bằng. Tất cả các ngọn núi nằm trong thành phố có độ cao dưới 1.000 m.

### Núi
- Núi Suyang, 946 m.
- Núi Jangdae, 686 m.
- Đồi Nam, 122 m.

## Thời tiết
Haeju có khí hậu lục địa ẩm (phân loại khí hậu Köppen:  Dwa ), với mùa đông lạnh, khô và mùa hè nóng ẩm.
| Dữ liệu khí hậu của Haeju                        | Dữ liệu khí hậu của Haeju | Dữ liệu khí hậu của Haeju | Dữ liệu khí hậu của Haeju | Dữ liệu khí hậu của Haeju | Dữ liệu khí hậu của Haeju | Dữ liệu khí hậu của Haeju | Dữ liệu khí hậu của Haeju | Dữ liệu khí hậu của Haeju | Dữ liệu khí hậu của Haeju | Dữ liệu khí hậu của Haeju | Dữ liệu khí hậu của Haeju | Dữ liệu khí hậu của Haeju | Dữ liệu khí hậu của Haeju |
| Tháng                                            | 1                         | 2                         | 3                         | 4                         | 5                         | 6                         | 7                         | 8                         | 9                         | 10                        | 11                        | 12                        | Năm                       |
| ------------------------------------------------ | ------------------------- | ------------------------- | ------------------------- | ------------------------- | ------------------------- | ------------------------- | ------------------------- | ------------------------- | ------------------------- | ------------------------- | ------------------------- | ------------------------- | ------------------------- |
| Cao kỉ lục °C (°F)                               | 12.0 (53.6)               | 14.7 (58.5)               | 22.9 (73.2)               | 27.7 (81.9)               | 34.5 (94.1)               | 36.0 (96.8)               | 36.0 (96.8)               | 37.2 (99.0)               | 34.0 (93.2)               | 29.6 (85.3)               | 25.0 (77.0)               | 17.2 (63.0)               | 37.2 (99.0)               |
| Trung bình ngày tối đa °C (°F)                   | −0.4 (31.3)               | 1.8 (35.2)                | 7.8 (46.0)                | 15.3 (59.5)               | 20.5 (68.9)               | 24.8 (76.6)               | 27.7 (81.9)               | 28.8 (83.8)               | 24.8 (76.6)               | 18.7 (65.7)               | 11.2 (52.2)               | 2.2 (36.0)                | 15.2 (59.4)               |
| Trung bình ngày °C (°F)                          | −4.8 (23.4)               | −2.6 (27.3)               | 2.8 (37.0)                | 9.9 (49.8)                | 15.6 (60.1)               | 20.0 (68.0)               | 23.6 (74.5)               | 24.7 (76.5)               | 19.7 (67.5)               | 13.1 (55.6)               | 5.7 (42.3)                | −1.6 (29.1)               | 10.5 (50.9)               |
| Tối thiểu trung bình ngày °C (°F)                | −8.7 (16.3)               | −6.8 (19.8)               | −1.0 (30.2)               | 5.6 (42.1)                | 11.0 (51.8)               | 16.1 (61.0)               | 21.2 (70.2)               | 21.8 (71.2)               | 16.1 (61.0)               | 8.9 (48.0)                | 2.3 (36.1)                | −5.6 (21.9)               | 6.7 (44.1)                |
| Thấp kỉ lục °C (°F)                              | −18.9 (−2.0)              | −19.0 (−2.2)              | −12.0 (10.4)              | −6.1 (21.0)               | 0.0 (32.0)                | 2.0 (35.6)                | 10.9 (51.6)               | 9.8 (49.6)                | 2.3 (36.1)                | −4.7 (23.5)               | −11.1 (12.0)              | −18.0 (−0.4)              | −19.0 (−2.2)              |
| Lượng Giáng thủy trung bình mm (inches)          | 15.5 (0.61)               | 14.9 (0.59)               | 32.6 (1.28)               | 67.2 (2.65)               | 81.4 (3.20)               | 119.7 (4.71)              | 344.7 (13.57)             | 259.7 (10.22)             | 113.0 (4.45)              | 38.2 (1.50)               | 36.2 (1.43)               | 24.4 (0.96)               | 1.147,5 (45.18)           |
| Số ngày giáng thủy trung bình (≥ 1.0 mm)         | 3                         | 2                         | 5                         | 5                         | 6                         | 7                         | 14                        | 10                        | 6                         | 4                         | 6                         | 5                         | 73                        |
| Độ ẩm tương đối trung bình (%)                   | 67                        | 64                        | 63                        | 64                        | 68                        | 76                        | 85                        | 79                        | 71                        | 66                        | 68                        | 70                        | 70                        |
| Số giờ nắng trung bình tháng                     | 188                       | 184                       | 213                       | 224                       | 235                       | 197                       | 133                       | 188                       | 210                       | 215                       | 164                       | 169                       | 2.320                     |
| Nguồn 1: Deutscher Wetterdienst (sun, 1961–1990) |                           |                           |                           |                           |                           |                           |                           |                           |                           |                           |                           |                           |                           |
| Nguồn 2: Meteo Climat (extremes, 1957–present)   |                           |                           |                           |                           |                           |                           |                           |                           |                           |                           |                           |                           |                           |

## Phân cấp hành chính
Haeju được chia thành nhiều khu vực đô thị ("dong") và một số làng nông thôn("ri").
|                 | Chosŏn'gŭl | Hancha   |
| --------------- | ---------- | -------- |
| Changch'un-dong | 장춘동     | 長春洞   |
| Haech'ŏng-dong  | 해청동     | 海清洞   |
| Haeun-dong      | 해운동     | 海運洞   |
| Hakhyŏn-dong    | 학현동     | 鶴峴洞   |
| Kuje-dong       | 구제동     | 九齊洞   |
| Kwangha-dong    | 광하동     | 廣河洞   |
| Kwangsŏk-tong   | 광석동     | 廣石洞   |
| Kyŏlsŏng-dong   | 결성동     | 結城洞   |
| Namsan-dong     | 남산동     | 南山洞   |
| Okkye-dong      | 옥계동     | 玉溪洞   |
| Puyong-dong     | 부용동     | 芙蓉洞   |
| Ryongdang-dong  | 룡당동     | 龍塘洞   |
| Saegŏri-dong    | 새거리동   | 새거리洞 |
| Sami-dong       | 사미동     | 四美洞   |
| Sansŏng-dong    | 산성동     | 山城洞   |
| Sŏae-dong       | 서애동     | 西艾洞   |
| Sŏkch'ŏn-dong   | 석천동     | 石川洞   |
| Sŏkmi-dong      | 석미동     | 石美洞   |
| Sŏnsan-dong     | 선산동     | 仙山洞   |
| Sŭngma-dong     | 승마동     | 乘馬洞   |
| Taegok-tong     | 대곡동     | 大谷洞   |
| Ŭpp'a-dong      | 읍파동     | 邑波洞   |
| Yangsa-dong     | 양사동     | 養社洞   |
| Yŏnggwang-dong  | 영광동     | 榮光洞   |
| Yŏnha-dong      | 연하동     | 煙下洞   |
| Chakch'ŏl-li    | 작천리     | 鵲川里   |
| Changbang-ri    | 장방리     | 長芳里   |
| Singwang-ri     | 신광리     | 神光里   |
| Yŏngyang-ri     | 영양리     | 迎陽里   |

## Văn hóa và du lịch
Các điểm du lịch nổi tiếng ở trung tâm thành phố bao gồm Puyong Pavilion, Di tích Dharani Haeju, Haeju Sokbinggo, và một số cây được phân loại là Di tích tự nhiên của Triều Tiên. Xa hơn, các danh lam thắng cảnh bao gồm Thác Suyangsan, khu danh lam thắng cảnh Sokdamgugok, Pháo đài Suyangsan và Học viện Sohyon.

## Kinh tế
Đặc khu kinh tế Haeju đã được công bố trong cuộc gặp Hội nghị thượng đỉnh liên Triều lần thứ hai giữa tổng thống Hàn Quốc Roh Moo-Hyun và nhà lãnh đạo Triều Tiên Kim Jong-Il. Đó là một Đặc khu kinh tế tập trung ở cảng Haeju. Khu vực này sẽ bao gồm 16,5 km² phát triển và cũng là sự mở rộng của cảng Haeju. Dự án này được ước tính trị giá hơn 4,5 tỷ USD.
Thỏa thuận kinh tế giữa Hàn Quốc và CHDCND Triều Tiên sẽ cho phép giao dịch qua Đường giới hạn phía Bắc giữa các cảng Incheon và Haeju, chỉ cách nhau 110 km. Các cuộc giao tranh quân sự gần đây làm cho bất kỳ sự hồi sanh nào của thỏa thuận này cũng không thể xảy ra trong thời điểm hiện tại. Haeju có các công ty về hóa chất và một nhà máy xi măng.

## Giao thông
Haeju có một phi trường lưỡng dụng phục vụ cả hai mục đích dân sự và quân sự (HAE), với một đường băng 12/30 (phi trường Haeju). Haeju cũng có một trong những cảng kinh tế và quân sự lớn ở Triều Tiên. Nó được kết nối với Sariwŏn thông qua Hwanghae Ch'ŏngnyŏn Line của Đường sắt Nhà nước Triều Tiên.

## Giáo dục
Haeju là nơi đặt trụ sở của Đại học Sư phạm Haeju, Cao đẳng Nghệ thuật Haeju, và Đại học Nông nghiệp Kim Je Won Haeju.
Học viện Sohyon (소현서원) là một học viện Khổng giáo được thành lập bởi học giả nổi tiếng Yi I (1536–84). Nó nằm ở Thung lũng Unbyong phía tây Haeju.

## Truyền thông
Korean Central Broadcasting Station phát sóng AM 1080 kHz bằng cách sử dụng máy phát sóng trung 1,5 megawatt.

## Thành phố kết nghĩa
- Guaranda, Ecuador[8]
- Ulan-Ude, Nga[9]

## Những người sanh ra tại Haeju
- Choe Chung (984–1068), Học giả và nhà thơ Nho giáo
- Choe Yun-ui (1102–1162), Học giả Nho giáo
- Choe Manri (d. 1445), minister of Hall of Worthies
- Lee Seung-man, Tổng thống đầu tiên của Hàn Quốc
- Kim Koo (1876–1949), Tổng thống cuối cùng của Chính phủ Lâm thời Đại Hàn Dân Quốc
- An Jung-geun (1879–1910), nhà hoạt động độc lập đã ám sát Itō Hirobumi
- Mirok Li (1899–1950), Nhà văn
- Kang Joon-ho (1928–1990), Huy chương đồng Olimpic môn Quyền anh (1952)
- Jong Song-ok (1974), marathon gold-medalist & Olympic runner